# Mini Andén
Susanna Clara Elisabeth Andén, mer känd som Mini Andén, född 7 juni 1978 i Stockholm, är en svensk fotomodell, skådespelare och programledare, bosatt i Los Angeles i USA.
Andén upptäcktes redan i trean i lågstadiet. Efter gymnasiet provade hon att arbeta som fotomodell på heltid i Paris, men hon tyckte bättre om New York. I flera år har hon varit supermodell och gjort kampanjer för Louis Vuitton, Gucci, Donna Karan, Hugo Boss och Chloé. Hon har även varit modell för Victoria's Secret.
Andén har medverkat i filmer som Ocean's Twelve, The Mechanic och My Best Friend's Girl. Hon har även medverkat i TV-serierna NCIS, Ugly Betty, som Carina Miller i Chuck, Fashion House, Entourage och Nip/Tuck. Hon var programledare för de första två säsongerna av Top Model Sverige.
Hon är gift med modellen och skådespelaren Taber Schroeder. Tillsammans har de en son.
I januari 2025 stod det klart att Andén kommer att medverka som dansdeltagare i årets säsong av Let's Dance. Hennes danspartner i programmet kommer att vara Aaron Brown.

## Filmografi
- Trend Watch (2003) - Värd
- Victoria Secret Fashion Show (2003) - Modell
- Bufoon (2003) - Exekutiv producent
- Point&Shoot (2004) - Mini
- Ocean's Twelve (2004) - Supermodell
- Au suivant! (2005) - Rileys fru
- Prime (2005) - Susie
- N.C.I.S. (2005) - Hannah Bressling
- Monk (2006) - Natasia Zorelle
- Ugly Betty (2006) - Aerin
- Fashion House (2006) - Tania Ford
- Dirt (2007) - Holts motspelerska
- Entourage (2007) - Samantha
- Shark (2007) - Katie Paget
- Chuck (2007, 2010, 2011) - Carina[6]
- Rules Of Engagement (2008) - Melissa
- My Best Friend's Girl (2008) - Lizzy
- My Boys (2008) - Elsa
- Tropic Thunder (2008) - Krista
- G-Force (2009) - Christa
- CSI: Miami (2009) - Anna Kitson
- Knight Rider (2009) - Alexandria Pachinko
- The Proposal (2009) - Simone
- Nip/Tuck (2010) - Willow Banks
- The Mechanic (2011) - Sarah
- Bones (2011) - Brittany Stephenson
- Solsidan (2012) - Kia
- Let's Dance (säsong 19, 2025) - Deltagare

## Agenturer
- Elite Model Management - New York
- Don Buchwald and Associates/Fortitude - Theatrical Agents/Los Angeles -New York
- T Model Management
- Model Management - Hamburg
- Mikas - Stockholm
- Marilyn Agency - Paris
- Action Management
- IMG Models - New York
- Iconic Management